# Subprefettura di Ermelino Matarazzo
La Subprefettura di Ermelino Matarazzo è una subprefettura (subprefeitura) della zona orientale della città di San Paolo in Brasile, situata nella zona amministrativa Est 1.

## Distretti
- Ermelino Matarazzo
- Ponte Rasa